# Acrolophus capitatus
Acrolophus capitatus är en fjärilsart som beskrevs av Hasbrouck 1964. Acrolophus capitatus ingår i släktet Acrolophus och familjen Acrolophidae. Inga underarter finns listade i Catalogue of Life.